# Гранд (округ, Колорадо)
Шаблон:StateAbbr_ 40°06′ пн. ш. 106°07′ зх. д. / 40.1° пн. ш. 106.12° зх. д.
Округ Гранд (англ. Grand County) — округ (графство) у штаті Колорадо, США. Ідентифікатор округу 08049.

## Історія
Округ утворений 1874 року.

## Демографія
За даними перепису
2000 року
загальне населення округу становило 12442 осіб, усе сільське.
Серед мешканців округу чоловіків було 6593, а жінок — 5849. В окрузі було 5075 домогосподарств, 3217 родин, які мешкали в 10894 будинках.
Середній розмір родини становив 2,85.
Віковий розподіл населення поданий у таблиці:
| Стать    | До 15 років | 15-21 | 22-29 | 30-39 | 40-49 | 50-65 | 65-85 | Понад 85 |
| -------- | ----------- | ----- | ----- | ----- | ----- | ----- | ----- | -------- |
| Чоловіки | 1104        | 594   | 873   | 1072  | 1314  | 1141  | 468   | 27       |
| Жінки    | 1103        | 468   | 665   | 1022  | 1172  | 946   | 426   | 47       |

## Суміжні округи
- Джексон — північ
- Ларімер — північний схід
- Гілпін — схід
- Боулдер — схід
- Клір-Крік — південний схід
- Самміт — південь
- Ігл — південний захід
- Роутт — захід

## Виноски
1. ↑  U.S. Decennial Census. United States Census Bureau. Архів оригіналу за 26 квітня 2015. Процитовано 8 червня 2014.
2. ↑  Historical Census Browser. University of Virginia Library. Архів оригіналу за 16 серпня 2012. Процитовано 8 червня 2014.
3. ↑  Population of Counties by Decennial Census: 1900 to 1990. United States Census Bureau. Архів оригіналу за 31 липня 2014. Процитовано 8 червня 2014.
4. ↑  Census 2000 PHC-T-4. Ranking Tables for Counties: 1990 and 2000 (PDF). United States Census Bureau. Архів оригіналу (PDF) за 18 грудня 2014. Процитовано 8 червня 2014.
5. ↑  State & County QuickFacts. United States Census Bureau. Архів оригіналу за 6 червня 2011. Процитовано 25 січня 2014.(англ.) Наведено за англійською вікіпедією.
6. ↑  American FactFinder. Бюро перепису населення США. Архів оригіналу за 21 травня 2008. Процитовано 31 січня 2008.

| США | Це незавершена стаття з географії США. Ви можете допомогти проєкту, виправивши або дописавши її. |